# Кредит
Креди́т (от лат. creditum — заём от лат. credere — доверять) — экономические отношения, при которых одна сторона получает от другой денежные средства, товары/вещи, не запрещённые соответствующим законодательством к передаче, и обещает предоставить возмещение (оплату) или вернуть ресурсы в будущем. Фактически, кредит является юридическим оформлением экономического обязательства.
Кредитные отношения могут выражаться в разных формах: коммерческий кредит, банковский кредит, заём, лизинг, факторинг и т. д.

## Сущность кредита
Возникновение кредита как особой формы стоимостных отношений происходит тогда, когда стоимость, высвободившаяся у одного экономического субъекта, какое-то время не вступает в новый воспроизводственный цикл. Благодаря кредиту она переходит от субъекта, не использующего её (кредитор), к другому субъекту, испытывающему потребность в дополнительных средствах (заёмщик).
Определение кредита неоднозначно, поэтому ниже приведены краткие дефиниции, различающиеся по своим подходам и определяющие кредит как:
- взаимоотношения между кредитором и заёмщиком;
- возвратное движение стоимости;
- движение платёжных средств на началах возвратности;
- движение ссуженной стоимости;
- движение ссудного капитала;
- размещение и использование ресурсов на началах возвратности.

Согласно определению Джона Милля, кредит «есть разрешение одному лицу пользоваться капиталом другого лица».

## Функции кредита

### Перераспределительная функция
Благодаря перераспределительной функции происходит перераспределение временно высвободившейся стоимости. Она может осуществляться на уровне предприятий, отрасли, государства (национальной экономики), мирового хозяйства (мировой экономики). Перераспределение идёт на условиях возврата стоимости.

### Создание кредитных орудий обращения
Функция создания кредитных орудий обращения связана с возникновением банковской системы. Благодаря возможности хранения денежных средств на счетах в банках, развитию безналичных расчётов, зачёту взаимных обязательств, появились кредитные средства обращения и платежа.

### Воспроизводственная функция
Воспроизводственная функция кредита проявляется двояко:
- получение заёмщиком кредита обеспечивает его необходимым объёмом капитала для ведения предпринимательской деятельности (производства). Посредством кредита происходит воспроизводство хозяйствующего субъекта (товаропроизводителя) как такового;
- в результате предоставления кредита разным предприятиям воспроизводятся как лучшие, так и худшие для общества условия производства товаров (качество, себестоимость, цена).

### Стимулирующая функция
Стимулирующая функция кредита проявляется в возможности развития производства без наличия собственных денежных средств. Благодаря кредиту предприятия получают мощный стимул для дальнейшего развития.

## Классификация кредита

### По процентной ставке
В зависимости от размера процентной ставки можно выделить кредиты с положительной процентной ставкой, беспроцентные кредиты (процентная ставка равна нулю) и кредиты с отрицательной процентной ставкой.

### По вещественной форме
В зависимости от вещественной формы ссуженной стоимости выделяют:
- товарную форму кредита;
- денежную форму кредита;
- смешанную форму кредита.

Товарная форма кредита предполагает передачу во временное пользование конкретной вещи, определённой родовыми признаками. Данная форма исторически существовала до появления денежных отношений. Эквивалентом для обмена являлись отдельные товары (меха́, скот, зерно и пр.), а кредиторами были субъекты, обладавшие излишками предметов. Возвращать надлежало аналогичное имущество с оговорённым или естественным (для скота, зерна, птицы) приращением. В современных условиях товарной формой кредита является поставка товаров с отсрочкой оплаты (обычно от производителя в адрес торговой организации), продажа в рассрочку, аренда (прокат) имущества, лизинг оборудования, товарная ссуда или заём, некоторые варианты ответственного хранения. В ряде случаев возвращать надлежит то же самое или аналогичное имущество с дополнительной оплатой или без таковой. Если возвращать надлежит денежный эквивалент товара, полученного в кредит, то получается смешанная форма кредита.
Денежная форма кредита предполагает передачу во временное пользование оговорённого количества денег. Денежная форма является преобладающей в современных условиях экономики. Данная форма кредита активно используется всеми субъектами экономических отношений (государством, предприятиями, отдельными гражданами) как внутри страны, так и во внешнем экономическом обороте. В денежной форме кредита нет эквивалентного товарно-денежного обмена, а есть передача стоимости во временное пользование с условием возврата через определённое время и, как правило, с уплатой процентов за пользование ей.
Смешанная форма кредита возникает в том случае, когда кредит был предоставлен в форме товара, а возвращён деньгами или наоборот — предоставлен деньгами, а возвращён в виде товара. Последний вариант часто используется в международных расчётах, когда за полученные денежные ссуды расчёт производится поставками товаров. Во внутренней экономике продажа товаров в рассрочку сопровождается постепенным возвращением кредита в денежной форме.

### По цели кредитования
Заемщики берут кредиты для достижения двух целей: либо потребить что-либо, либо что-то произвести. Производственная форма кредита включает:
- Коммерческий кредит
- Экспортный кредит

Потребительская форма кредита включает:
- Нецелевые кредиты
  - на неотложные нужды
  - кредитные карты
- Целевые кредиты
  - Ипотечный кредит
  - Автомобильный кредит
  - Образовательный кредит
  - Кредит на оплату связи
  - Кредит на отдых
  - Мотоциклетный кредит
  - Рефондирование (перекредитование)
  - Кредит на подсобное хозяйство

### По внутренней структуре
- Простой кредит
- Акцептно-рамбурсный кредит
- Револьверная ссуда
- Синдицированный кредит

### По статусу кредитора, заёмщика
- Международный кредит
- Государственный кредит
- Банковский кредит
- Гражданский (личный) кредит
- Межбанковский кредит
- Кредит для юридических лиц

## Роль кредита
Кредит играет важную роль в саморегулировании величины средств, необходимых для совершения хозяйственной деятельности. Благодаря кредиту предприятия располагают в любой момент такой суммой денежных средств, которая необходима для нормальной работы.
Роль кредита важна для пополнения оборотных средств, потребность в которых у каждого предприятия не стабильна, меняется в зависимости от условий работы: рыночных, природных, климатических, политических и др.
Роль кредита велика для воспроизводства основных фондов. Используя кредит, предприятие может совершенствовать, увеличивать производство значительно быстрее, чем при его отсутствии.
Важна роль кредита в регулировании ликвидности банковской системы, а также в создании эффективного механизма финансирования государственных расходов.

## В различных культурах

### Кредит в Месопотамии
Уже во II тысячелетии до нашей эры в государствах Месопотамии кредитные отношения были систематическими и распространёнными, что потребовало их законодательного регулирования. В Древней Месопотамии храмы и дворцы служили хранителями денег и выдавали кредиты под проценты. В Древнем Вавилоне (около 1800 года до н. э.) был принят свод законов, известный как Кодекс Хаммурапи, который регулировал кредитование и устанавливал ограничения на процентные ставки. В статье 117 устанавливалось, что в долговом рабстве человек мог пробыть не более трёх лет, после чего его надо было отпускать на свободу. Статья 116 гласила, что если сын свободного человека, взятый в долговое рабство кредитором, умер в доме кредитора от дурного обращения с ним, то за это смерти мог быть предан сын кредитора.

### Кредит в Древнем Египте
В Древнем Египте, банки урожая развились до возможности перевода между филиалами без физического переноса самого урожая, основываясь лишь на записях чиновников таких банков.

### Кредит в Империи Инков

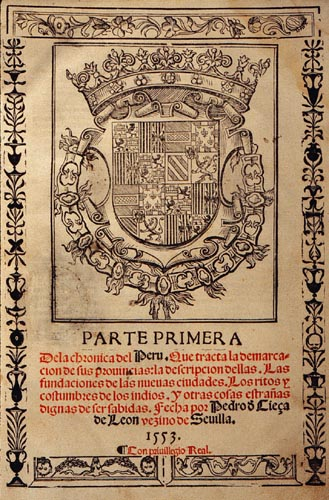
Первая часть книги «Хроника Перу», (1553).

Административные чиновники кураки во время неурожайных годов из хранилищ, которые наполнялись урожаями, полученными из полей-чакара правителя Инки, с разрешения самого Инки выдавали пищу бедным людям поселения, и при этом вносили в кипу отчёты о том, что таким образом было получено. Поэтому эти отчисления делались в качестве ссуды, то есть, можно утверждать, что у инков существовал институт финансового кредитования. Также всё, что, как указывал Педро Сьеса де Леон в своей «Хронике Перу», выдавали отдельным жителям со складов правителя Инки, вручали под отчёт служащим камайос, которые занимались кипу. В кипу было видно, что каждый индеец сделал, и всё им сделанное вычиталось у него из подати, которую ему надлежало отдать. Но возвращение займа делалось не теми самыми видами продукции, а оплачивалось разными видами работ. Так же дело обстояло и с выдачей провизии со складов составов для целой общины или провинции:

…если вдруг наступал какой-нибудь неурожайный год, они также приказывали открывать склады и предоставят в заём [prestar] провинциям необходимую провизию, а потом, в год изобилия, те отдавали и поставляли в них [то есть на склады] вновь, согласно своему учёту, определённое количество.— Сьеса де Леон, Педро. Хроника Перу. Часть Вторая. Глава XIX.

### Кредит в Древней Греции
В Древней Греции менялы ссужали деньги купцам, которые осуществляли торговые операции с другими странами, под «морские проценты», которые были очень высокими. Это было вызвано тем, что всегда существовал риск потери капитала в случае, если с должником что-то случится во время его торговой экспедиции. Под залог земли или домов можно было получить процентные ссуды. Когда в Греции появились частные банки, они кредитовали в основном торговцев и предпринимателей. Со временем был введен государственный кредит. Во время кредитных операций в Греции, залогом могли выступать разные ценности, грузы, товары, недвижимость. Тяжелее всего было возвращать кредиты государству. Величина процентов по ссудам составляла примерно 12 %.

### Кредит в средневековой Европе
В средневековой Европе банкиры и торговцы играли важную роль в предоставлении кредитов. Еврейские банкиры были особенно активны в кредитовании, поскольку христианам было запрещено взимать проценты. Возникновение векселей облегчило передачу денег на дальние расстояния и обмен валют, способствовало росту кредитования.

### Кредит в России
Первые купеческие кредитные организации появились в Пскове в 1665 году. В годы правления Екатерины II большое внимание уделялось дальнейшему развитию и созданию новых кредитных учреждений, началось формирование рынка ценных бумаг. В 1754 году по инициативе П. И. Шувалова был учреждён первый заёмный банк, состоявший из двух самостоятельных банков — Дворянского и Купеческого (Коммерческого). Помещики через эти банки по сути брали в долг государственные деньги, но возвращать их не спешили.
В 1763 году для управления Воспитательным домом в Москве (а затем и в Санкт-Петербурге) — благотворительным учреждением для сирот и подкидышей — был создан Опекунский совет, который распоряжался огромными ресурсами из пожертвований. В 1771 году князь Пётр Иванович Репнин попросил у Совета взаймы 50 000 рублей под залог своего имения. Просьба была удовлетворена, за ней последовали аналогичные, и вскоре эта практика была легализована манифестом 1772 года: при Опекунских советах в Москве и Санкт-Петербурге были организованы ссудные и сохранные казны. Они выдавали ссуды под залог имений, домов, драгоценностей, а также принимали вклады. Сюжетная линия поэмы «Мёртвые души» Н. В. Гоголя базируется на одной из схем подобного кредитования.

## Кредит в форме зарплаты
Маркс считал, что рабочий продаёт работодателю не результаты своего труда, а свою рабочую силу и делает это перед тем, как приступит к работе. С того момента, как рабочий договорился о цене (размере заработной платы) и обязался выполнить оговорённую работу, рабочий уже принимает на себя обязательство, он уже становится должником, хотя ничего от работодателя не получил. Чтобы долг действительно существовал, работодатель должен был бы произвести оплату или у него уже должны возникать обязательства по оплате купленной рабочей силы. Непосредственная работа рассматривается в марксизме как процесс производственного потребления рабочей силы и материализацию труда в товаре, который изначально принадлежит работодателю, а не рабочему. Маркс считает, что если проданная рабочая сила уже потребляется работодателем и не была оплачена, то значит работодатель уже должник, а рабочий его кредитор. Рабочий не может получать оплату за товар, который ему никогда не принадлежал. Но зарплату рабочему начисляют и выплачивают якобы как оплату за товар после его создания, и даже с риском не получить её вовсе, если предприятие обанкротится.
Некоторые либеральные авторы, например, Ойген фон Бём-Баверк, считают работодателя кредитором работника, так как доход от его работы он получит лишь при осуществлении продажи произведённого работником товара.